# Bordeelschans

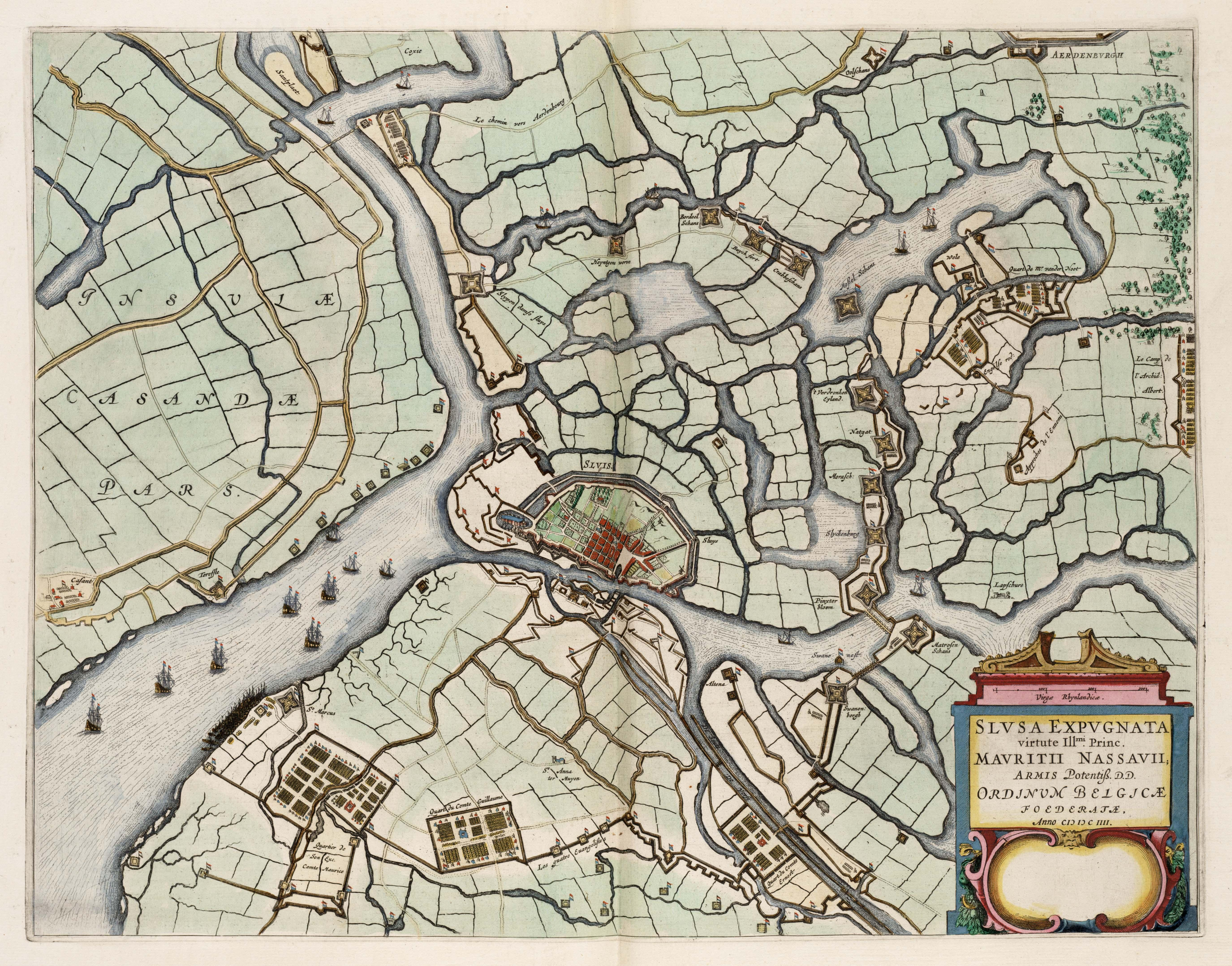
Beleg van Sluis, uit de Atlas van Loon (1649). De Bordeelschans ligt rechtsboven de stad.

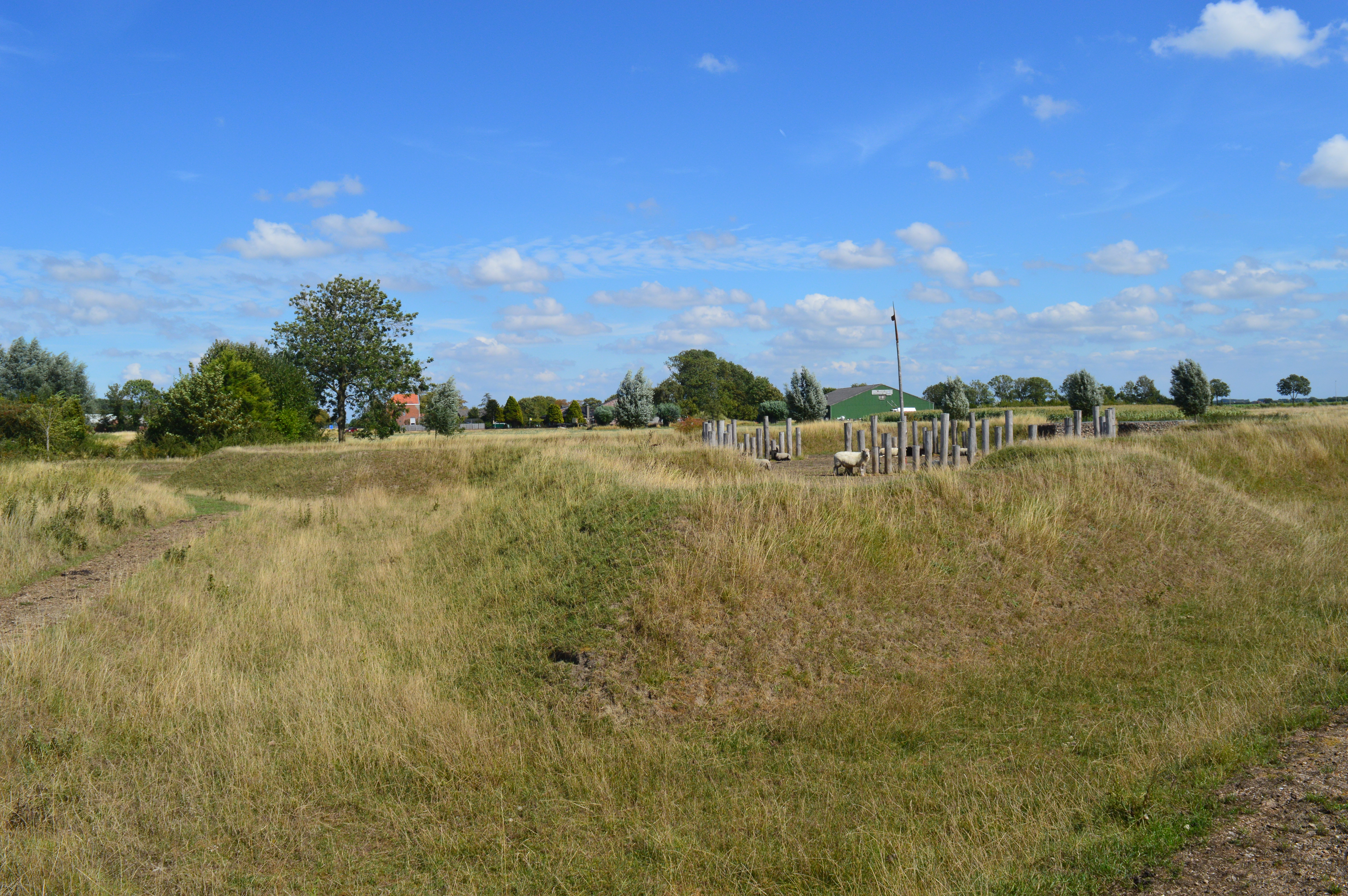
Bordeelschans, Draaibrug in 2018

De Bordeelschans was de naam van een schans ten zuidwesten van Draaibrug in Zeeuws-Vlaanderen. Ze was onderdeel van de circumvallatielinie die in 1604 door Prins Maurits werd aangelegd tijdens het beleg van Sluis. De Bordeelschans was met een liniedijk verbonden met het Buyckfort. Waarschijnlijk is de Bordeelschans een voortzetting van een reeds bestaande schans die eind 16e eeuw door de Spaanse troepen was aangelegd.
De Bordeelschans was een vierkantig verdedigingswerk met op de hoeken puntvormige bastions. Rondom de schans lag een stervormige gracht. Deze gracht was 5,5 meter breed, maar bij de bastions liep dit op tot een breedte van 8,8 meter. De schans had, gemeten vanaf de buitenkanten van de bastions, een doorsnede van circa 100 meter.
Na de val van Sluis is de Bordeelschans waarschijnlijk niet meer hersteld. Op een kaart uit 1622 staat vermeld dat de schans is afgebroken.
De naam van de schans komt van het woord bordel, dat 'hut' of 'krot' betekende.
In 2012 is de Bordeelschans gedeeltelijk gereconstrueerd.